# Ptychoglene puelengei
Ptychoglene puelengei är en fjärilsart som beskrevs av Paul Dognin 1898. Ptychoglene puelengei ingår i släktet Ptychoglene och familjen björnspinnare. Inga underarter finns listade.